# Metaphycus albiventris
Metaphycus albiventris är en stekelart som beskrevs av Compere 1940. Metaphycus albiventris ingår i släktet Metaphycus och familjen sköldlussteklar.
Artens utbredningsområde är:
- Kongo.
- Eritrea.

Inga underarter finns listade i Catalogue of Life.